# Western Circus
Western Circus is een stripalbum uit de reeks Lucky Luke, geschreven door Goscinny en getekend door Morris. Western Circus verscheen eerder in het Frans bij de uitgever Dargaud in 1970. Western Circus speelt zich af in het Wilde Westen, in en rond het fictieve stadje Fort Coyote.

## Verhaal
In dit album komt Lucky Luke het rondreizende circus van kapitein Erasmus Mulligan en zijn familie tegen. Artiesten in het circus zijn Mulligans vrouw Vanessa die acrobate is, hun dochter Daphne die messen werpt en hun schoonzoon Zip de clown. Verder hebben ze nog een olifant Andy en een ouwe vegetarische leeuw Nelson. Samen met het circus bindt Lucky Luke de strijd aan met Corduroy Zilch, alias De Diamanten Tand, de eigenaar van de plaatselijke rodeo (en zowat half de middenstand) in Fort Coyote. De Diamanten Tand wil niet dat Lucky en het circus zijn toeschouwers voor de rodeo afpakken. Daarom probeert hij ze op alle mogelijke manieren het leven zuur te maken, onder andere door een lokale gunslinger, Rattlesnake, erop af te sturen (die echter een panische angst voor de olifant blijkt te hebben) en de leeuw te laten ontsnappen. Mulligan laat zich echter geen enkele keer ontmoedigen.
Als het circus door toedoen van Indianen in vlammen opgaat, doen Mulligan en zijn dieren mee met de rodeo van De Diamanten Tand. Dit vinden de toeschouwers (waaronder een Franse hoogwaardigheidsbekleder) zo leuk, dat Mulligan en De Diamanten Tand vrede sluiten en samen het circus weer opnieuw oprichten, genaamd de Zilch en Mulligan Western Show (na om de naam een spelletje poker te hebben gespeeld).

## Trivia
- Mulligan is een karikatuur van de Amerikaanse komiek W.C. Fields.
- Corduroy Zilch wordt De Diamanten Tand (kortweg DDT) genoemd, omdat hij in plaats van een gouden, een diamanten tand heeft.
- Aan het einde van het verhaal wordt een foto gemaakt van de troep, waar ook Lucky Luke op staat. Het is, naast de foto die in Belle Starr werd genomen, de enige keer dat de eenzame cowboy op de gevoelige plaat werd vastgelegd. De laatste foto werd echter door de rechter vernietigd, uit vrees dat hij de verkeerde conclusies veroorzaken zou.